# Schloßplatz (Berlijn)
De Schloßplatz is een plein gelegen op het Spreeinsel, het riviereiland gevormd door de twee rivierarmen van de Spree in het Berlijnse stadsdeel Mitte. Het plein meet ongeveer 225 m bij 175 m.

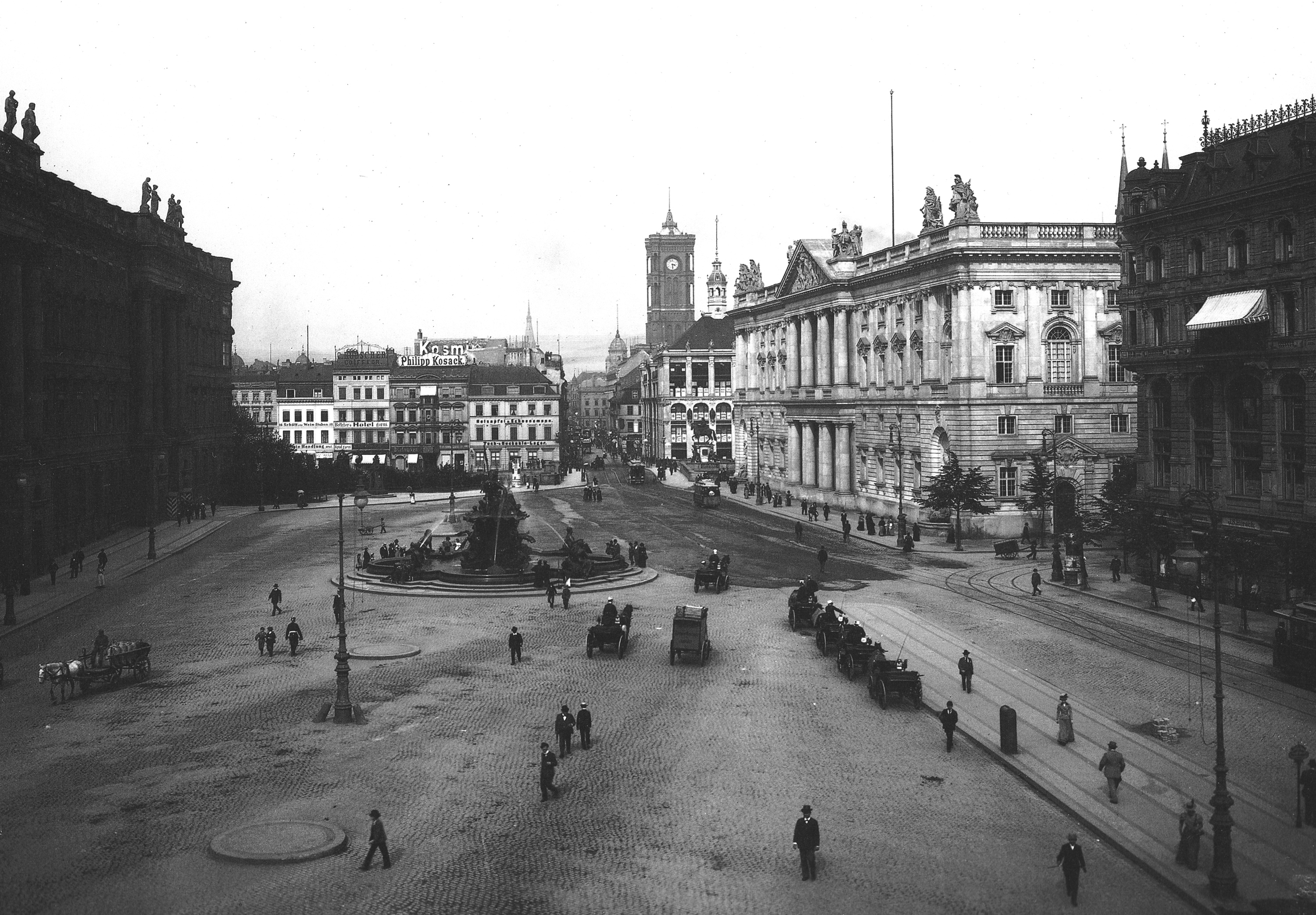
Schloßplatz met links het Berliner Stadtschloss, in het midden de Neptunusfontein en rechts de Neue Marstall, ca. 1900

Het was de locatie van en dankt zijn naam aan het Berliner Stadtschloss. Dit werd gebouwd in 1451 en deed dienst als residentie van de Brandenburgse keurvorsten. Halverwege de 16de eeuw kreeg het de functie van paleis, toen keurvorst Frederik III (de latere koning Frederik I) het bouwwerk in barokstijl liet herbouwen naar plannen van de barokarchitect Andreas Schlüter. Het complex werd bijna 500 jaar (tot het einde van de monarchie) bewoond door de Hohenzollern. In de Tweede Wereldoorlog brandde het paleis deels uit, maar werd provisorisch gerestaureerd en als museum ingericht.
Het plein maakte van 1949 tot 1990 deel uit van Oost-Berlijn.
Net als het voor het slot staande Kaiser-Wilhelm-Nationaldenkmal werd het al in WO II gehavende Berliner Stadtschloss tussen 7 september en 30 december 1950 op bevel van Walter Ulbricht, de partijvoorzitter in de DDR, opgeblazen.
In 1951 werd het plein omgedoopt tot Marx-Engels-Platz naar Karl Marx en Friedrich Engels en er werden in de daarop volgende decennia nieuwe gebouwen opgetrokken, zoals het Palast der Republik, de zetel van de Volkskammer, gebouwd op de locatie van het Stadtschloss, de Staatsratsgebäude aan de zuidwestelijke zijde van het plein en de gebouwen van het ministerie van Buitenlandse Zaken.
Na de Duitse hereniging van 1990, werd de vroegere naam Schloßplatz in 1994 opnieuw ingevoerd, en werd besloten dit Palast der Republik, waar enorme hoeveelheden asbest in verwerkt waren, af te breken. De afbraak werd op 2 december 2008 afgerond.
Het Duitse parlement besloot vervolgens om het Berliner Stadtschloss te herbouwen op de Schloßplatz als een combinatie van oud en nieuw. Het bouwwerk is een aan zijn nieuwe functies aangepaste nieuwbouw naar plannen van de Italiaanse architect Franco Stella, met een nieuwbouwgevel aan de oostzijde (langs de rivieroever) maar met drie zo exact mogelijke gereconstrueerde gevels, en boven de westelijke gevel ook de koepel van het oude Stadtschloss. De eerste delen van het Humboldt Forum werden in december 2020 geopend, het wordt ten volle in 2021 een internationaal en cultureel centrum, met museumruimte voor vier musea.

## Pleinindeling
Aan de noordzijde van het plein liggen de Lustgarten met de Berliner Dom. Noordwaarts van die groene zone ligt dan het museumcomplex van het Museumsinsel.
In de noordwestelijke hoek ligt de Schloßbrücke die over het Spreekanaal ligt, vanwaar Unter den Linden naar de Brandenburger Tor in het westen leidt. In de noordoostelijke hoek ligt de Liebknechtbrücke, die over de oostelijke rivierarm van de Spree ligt en waarachter de Karl-Liebknecht-Straße richting Alexanderplatz in het noordoosten leidt.
Centraal op het plein van 1451 tot 1950 het Berliner Stadtschloss, van 1974 tot 2008 het Palast der Republik en in functie vanaf 2020 het Humboldt Forum.
In de zuidwestelijke hoek ligt de Schleusen-Brücke over het Spreekanaal die aansluit op de Werderscher Markt, in de zuidoostelijke hoek de Rathausbrücke over de Spree die aansluit op de Rathausstraße.
De zuidelijke zijde van de Schloßplatz wordt ingenomen door twee bouwwerken.
De zuidwestelijke hoek wordt sinds 1964 ingenomen door Staatsratsgebäude. Bij deze nieuwbouw uit het DDR-tijdperk werd een enkel en het enige geredde gedeelte van de gevel van het Stadtschloss asymmetrisch in de nieuwbouwgevel geïntegreerd. Het gaat om Portal IV, een portaalgevel die zich aan de noordzijde van het Stadtschloss bevond, de zijde die uitgaf op de Lustgarten. De gevel verwierf bijkomende bekendheid omdat vanop een balkon in dit portaal, Karl Liebknecht een socialistische republiek proclameerde op 9 november 1918, en wordt sinds de oprichting van de DDR aangeduid als de Karl Liebknechtportaal. Op de gevel staan de oorspronkelijke beelden, waaronder de schraagbeelden van de beeldhouwer Balthasar Permoser uit Dresden. Het overheidsgebouw werd na een renovatie van 2003 tot 2005 begin 2006 de locatie van de hogeschool ESMT Berlin.
De zuidoostelijke hoek is de locatie van het in 1901 in neobarok stijl gebouwde Neue Marstall. Deze voormalige paardenstallen voor de keizerlijke hofhouding boden plaats voor 300 paarden, evenals de rijtuigen en sleeën van het Keizerlijk hof. De Neue Marstall werd beschadigd in de Tweede Wereldoorlog, en door de Oost-Duitse overheid gerestaureerd. Na een nieuwe restauratie in 2005 kreeg ook dit bouwwerk een nieuwe aanvulling. In de 21e eeuw biedt het bouwwerk ruimte voor een dependance van de Hochschule für Musik „Hanns Eisler“ Berlijn, de Berliner Stadtbibliothek en de Verein für die Geschichte Berlins.